# Ada Vojcik
Ada Vojcik (Ада Игнатьевна Войцик; Mosca, 1º agosto 1905 – Mosca, 2 settembre 1982) è stata un'attrice sovietica.

## Filmografia parziale

### Attrice
- Sorok pervyj (1927)
- La casa sulla Trubnaja (1928)
- La bambola coi milioni (1928)

## Premi
- Artista onorato della RSFSR